# 화물운송종사자격증
화물운송종사자격증은 영업용으로 운행되는 화물차를 몰기위해 필요한 자격증을 가리키는 단어이다. 한국교통안전공단에서 주로 시험하는 자격증이다.

## 설명
화물운송종사자격증은 화물차 기사가 되기위한 자격을 시험하는 것으로 2004년에 처음으로 도입되었다. 운전면허증에 상관없이 노란색 번호판을 달고 영업용으로 사용되는 화물차를 운전하려면 필수로 있어야 한다. 1종 보통 면허와 화물운송종사자격증이 있다면 11톤 이하의 영업용 화물차를 운전하는 것이 가능하다. 단 12톤 이상의 화물차, 5톤 이상의 특장차 등은 1종 대형 면허가 반드시 필요하며 트레일러나 풀카고의 경우에는 1종 특수 먼허가 반드시 필요하다. 자가용으로 사용되는 화물차는 화물운송종사자격증이 별도로 필요하지않으며 화물운송종사자격증을 취득하기위해 펼치는 시험은 총 80문제가 나오는데 이중에서 48문제 이상을 정답으로 맞추어야 최종 합격이 된다.

## 같이 보기
- 영업용
- 자격증